# Governatore delle Isole Cayman
Il Governatore delle Isole Cayman è il rappresentante della monarchia britannica per il Territorio Britannico d'Oltremare delle Isole Cayman.
| Nominativo                       | Durata del mandato   |
| -------------------------------- | -------------------- |
| Athelstan Charles Ethelwulf Long | 1971 – 1972          |
| Kenneth Roy Crook                | 1972 - 1974          |
| Thomas Russell                   | 1974 - 1981          |
| George Peter Lloyd               | 1981 - 1987          |
| Alan James Scott                 | 1987 - 1992          |
| Michael Edward John Gore         | 1992 - 1995          |
| John Wynne Owen                  | 1995 - 1999          |
| Peter Smith                      | 1999 - 2002          |
| Bruce Dinwiddy                   | 2002 - 2005          |
| Stuart Jack                      | 2005 - 2009          |
| Duncan Taylor                    | 2009 - 2013          |
| Helen Kilpatrick                 | 2013 - 2018          |
| Anwar Choudhury                  | marzo - ottobre 2018 |
| Martyn Roper                     | 2018 - in carica     |